# Gerard Joling
Gerard Joling (født 29. april 1960) er en nederlandsk sanger, som repræsenterede Holland ved Eurovision Song Contest 1988 med sangen "Shangri-la".